# Chris Hurst (cầu thủ bóng đá)
Christopher Mark Hurst (sinh ngày 3 tháng 10 năm 1974, ở Barnsley) là một cựu cầu thủ bóng đá chuyên nghiệp người Anh thi đấu ở Football League ở vị trí tiền vệ cho Huddersfield Town, có 4 lần ra sân ở mùa giải 1997-98  trước khi trở về bóng đá non-league.
Ông cũng từng thi đấu bóng đá non-league cho Emley, Halifax Town, Ilkeston Town, Frickley Athletic, Gainsborough Trinity, Worksop Town, và Ossett Town.
Em trai của Hurst, Glynn cũng từng chơi bóng đá.